# Ричард Брент
Ричард Брент (на английски: Richard P. Brent) е австралийски математик и учен по компютърните науки.
Има изследователски интереси в областта на теорията на числата (в частност факторизацията), генераторите на случайни величини, компютърната архитектура и анализа на алгоритми.
През 1973 г. публикува алгоритъм за намиране на корен (алгоритъм за числено решаване на уравнения), който е известен като Метод на Брент.